# فيديريكو ساندي
فيديريكو ساندي (بالإيطالية: Federico Sandi)‏ هو متسابق دراجات نارية إيطالي. نافس في سباقات بطولة العالم لفئة 250 سي سي ولفئة 125 سي سي ولفئة 50 سي سي. كما شارك في بطولة العالم للسوبربايك.

## روابط خارجية
- فيديريكو ساندي على موقع MotoGP.com (الإنجليزية)
- فيديريكو ساندي على موقع WorldSBK.com (الإنجليزية)